# Fizyka poza modelem standardowym
Fizyka poza modelem standardowym – aspekty fizyki teoretycznej, próbujące wyjaśnić niedoskonałości modelu standardowego, takie jak: problem hierarchii, naruszenie parzystości ładunku, oscylacje neutrin, asymetrię materii i antymaterii oraz naturę ciemnej materii i ciemnej energii. Dodatkową trudność sprawia niespójność kwantowej teorii pola (będąca podstawą modelu standardowego) z ogólną teorią względności w punktach, w których jedna lub obie teorie załamują się przy określonych warunkach (np. w osobliwościach czasoprzestrzeni takich jak Wielki Wybuch czy horyzont zdarzeń czarnej dziury). Ich pogodzeniu ma służyć poszukiwana grawitacja kwantowa.
Teorie wykraczające poza model standardowy obejmują m.in.:
- jego rozmaite supersymetryczne rozszerzenia jak minimalny supersymetryczny model standardowy (MSSM) i następny minimalny supersymetryczny model standardowy (NMSSM) czy bardziej nowatorskie teorie jak teoria strun, M-teoria
- teorie wielkiej unifikacji
- dodatkowe wymiary
- aksjony mające wyjaśnić zachowanie symetrii CP w oddziaływaniach silnych

Jako że celem tych teorii jest wyjaśnienie całokształtu zjawisk fizycznych, to odpowiedź na pytanie, która z nich jest najlepszą "kandydatką" na teorię wszystkiego może zostać udzielona jedynie eksperymentalnie, co jest najbardziej aktywnym obszarem badań fizyki zarówno teoretycznej jak i doświadczalnej.